# Джами махале
Джами махале или Джами Калъч (на гръцки: Τέμενος, Теменос, до 1927 година Τζαμί Μαχαλέ или Τζαμή Μαχαλέ, Дзами махале) е село в Република Гърция, разположено на територията на дем Бук (Паранести) в област Източна Македония и Тракия.

## География
Селото е разположено на 150 m надморска височина, на 5 km северозападно от демовия център Бук (Паранести) в южните склонове на Родопите.

## История

### В Османската империя
В XIX век Джами махале е мюсюлманско село в Неврокопска каза на Османската империя. В „Етнография на вилаетите Адрианопол, Монастир и Салоника“, издадена в Константинопол в 1878 година и отразяваща статистиката на населението от 1873 година, Джами калъч (Diami-kaluch) е посочено като село с 18 домакинства и 60 жители помаци, Кър калъч (Ker-kaluch) – с 40 домакинства и 100 жители помаци и Зеиз калъч (Zéiz-kaluch) – с 30 домакинства и 80 жители помаци.

### В Гърция
След Междусъюзническата война в 1913 година селото попада в Гърция като жителите му са изселени в Турция. В преброяването от 1913 година е сметнато към Бук. През 1923 година турското му население е изселено и в Джами махале са заселени 27 гръцки семейства със 105 души – бежанци от Турция. През 1927 година името на селото е сменено от на Теменос (Τέμενος).
Населението произвежда тютюн, жито и други земеделски култури, а се занимава частично и със скотовъдство.
| Година    | 1913 | 1920 | 1928 | 1940 | 1951 | 1961 | 1971 | 1981 | 1991 | 2001 | 2011 | 2021 |
| --------- | ---- | ---- | ---- | ---- | ---- | ---- | ---- | ---- | ---- | ---- | ---- | ---- |
| Население |      | 96   | 119  | 153  | 165  | 150  | 78   | 57   | 55   | 62   | 16   | 10   |